# Birche
Birche fue un rey indígena de Costa Rica a fines del siglo XIX, pertenieciente a la etnia bribri.

## Biografía
Era pariente del rey Santiago Mayas, en cuyo asesinato participó en enero de 1872, debido a sus vínculos con el caudillo rebelde Lapis. Fue proclamado sucesor de Santiago Mayas y marchó a Limón para entrevistarse con el gobernador costarricense de la comarca, quien le otorgó el reconocimiento gubernamental, a pesar de su participación el regicidio. Como segundo jefe fue reconocido otro pariente suyo, William Forbes, habitualmente conocido como Willie.
En diciembre de 1873 Birche visitó San José y fue designado por el gobierno de Costa Rica como Jefe Político de Talamanca. Hombre de cortos alcances, cobarde y despótico, el monarca no tardó en enfrentar una fuerte oposición, que encabezó Willie. En 1874 el gobernador de Limón lo suspendió como jefe político y en septiembre de ese año se designó a Willie en su lugar. Años más tarde, Birche intentó recuperar el poder y en 1879 hubo disturbios en Talamanca, que hicieron al gobierno de Costa Rica enviar en marzo de 1880 una pequeña expedición militar a la región para restablecer el orden. Birche huyó a Changuinola, y hasta allí lo persiguieron sin poderlo aprehender.